# Sergej Polunin
Sergej Polunin (in russo Серге́й Влади́мирович Полу́нин?; in ucraino Сергій Володимирович Полунін?, Serhij Volodymyrovyč Polunin; Cherson, 20 novembre 1989) è un ballerino, modello e attore russo.
Come primo ballerino freelance, è ospite di diversi teatri in tutto il mondo tra i quali Teatro alla Scala, Royal Ballet, Bol'šoj, Teatro di San Carlo, Teatro Stanislavskij e Nemirovič-Dančenko, e attualmente è ospite permanente presso il Bayerische Staatsballet.

## Biografia
Figlio di Galina Polunina, casalinga, e Vladimir Polunin, operaio, prende le sue prime lezioni di ballo a tre anni, a quattro entra in un'accademia di ginnastica artistica, dove comincia un serrato programma di allenamenti che da quel momento in poi scandiranno rigidamente la sua vita.
A otto anni una grave polmonite lo costringe per mesi a letto, e quando rientra in palestra è ormai molto indietro rispetto ai suoi compagni; a questo punto sua madre decide di tentare nuovamente con la danza.
Nel 1999 il giovane Sergej partecipa ad un'audizione per l'Istituto statale di coreografia di Kiev, esibendosi in un'improvvisazione su un'aria di Pavarotti che colpisce particolarmente gli esaminatori, vista la sua giovane età. Viene accettato e insieme alla madre, si trasferisce a Kiev. Sono anni difficili a causa dei problemi economici: madre e figlio vivono in un'unica stanza nella periferia della città, mentre il padre accetta di lavorare in Portogallo per riuscire a mantenerli, finché nel 2003 grazie ad una borsa di studio della "Rudolf Nureyev Foundation", Polunin entra a far parte della British Royal Ballet School e si trasferisce a Londra. Distinguendosi ben presto per le sue doti, viene inserito in una classe di allievi due anni più grandi di lui.

### Carriera

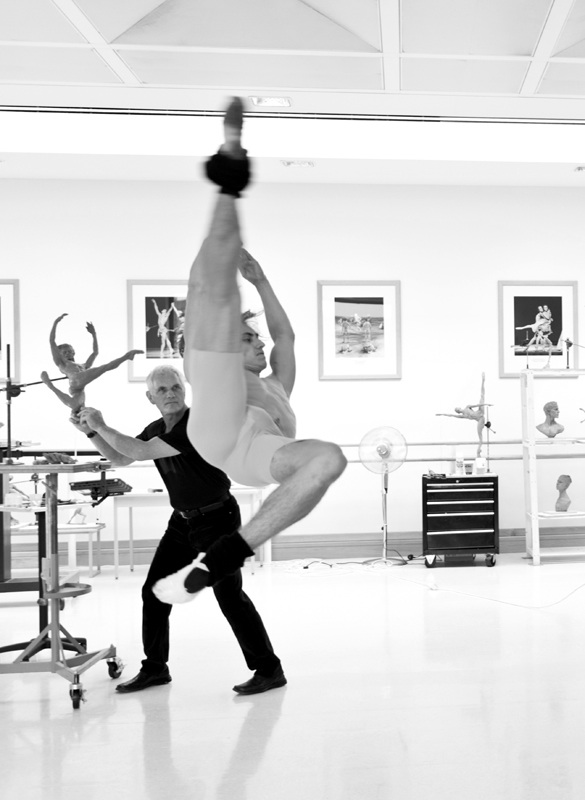
Sergej Polunin nello studio dello scultore Richard MacDonald, 2011

Nel 2009 viene nominato primo solista e nel 2010 primo ballerino, il più giovane nella storia del Royal Ballet, a soli diciannove anni. Ne segue una stagione professionalmente molto positiva, ma anche l'inizio di una profonda crisi personale che nei successivi due anni si manifesterà con vari segnali di irrequietezza e ribellione da parte dell'artista. Comincerà a palesare la propria insofferenza anche pubblicamente e tramite i social network, finché nel 2012 la situazione diventa tanto insostenibile per lui da spingerlo a rassegnare, nello stupore generale, le sue dimissioni dalla compagnia..
Pur non fornendo ragioni ufficiali, tenterà di spiegare il suo gesto nel corso di successive interviste: "Non riuscivo a trovare un equilibrio, dal punto di vista della danza, io sentivo di non poter decidere su nulla. Mi trovavo in un posto fantastico e lavoravo con persone fantastiche, ma paghi il prezzo di non poter decidere" e ancora, "L'artista in me stava morendo"  Qualche giorno dopo si esibisce in Man in Motion, un progetto idealizzato dal collega ed amico Ivan Putrov focalizzato sulla danza al maschile, in quella che molti temono essere la sua ultima esibizione nel Regno Unito, se non addirittura il suo addio alla danza.
Tuttavia Polunin non abbandona la danza e nei mesi seguenti si esibisce in giro per il mondo, senza unirsi stabilmente a nessuna compagnia finché a giugno dello stesso anno si reca a San Pietroburgo per incontrare Igor' Zelenskij, direttore artistico del Teatro Lirico Stanislavskij e del Teatro dell'opera e del balletto di Novosibirsk.
Zelenskij, in passato primo ballerino con il Kirov Ballet,  il New York City Ballet e il Royal Ballet, sembra comprendere immediatamente ciò di cui il giovane talento ha bisogno, offrendogli il ruolo di primo ballerino nella sua compagnia, ma allo stesso tempo garantendogli piena libertà di esibirsi altrove e di impegnarsi in altri progetti, assumendo, come Zelenskij stesso dichiara, il ruolo di un mentore e di un amico: "Mi si può definire come si vuole: direttore, padre, fratello, amico [...] io mi preoccupo davvero di lui, di quello che mangia, dove va, cosa sta facendo. Perché ha bisogno di una spalla". A sua volta Polunin dice: "Io ho sempre pensato che fosse stata una fortuna aver conosciuto Igor e [Igor] mi ha detto che è una fortuna che lui abbia incontrato me. Dunque è reciproco" Sarà proprio Zelenskij a suggerirgli di partecipare al talent show televisivo russo "Big Ballet" dedicato alla danza, talent che Polunin vince e che gli conferisce una notevole popolarità soprattutto in Russia, a cui fanno seguito altre apparizioni televisive, collaborazioni con stilisti e servizi fotografici su varie riviste. L'incontro con David La Chapelle e l'entusiasmo e l'interesse suscitato nel pubblico e nei media dai suoi nuovi progetti
portano nuova linfa all'ispirazione di Polunin, che decide di coltivare parallelamente le passioni e i progetti che gli stanno a cuore, non come ballerino o attore o modello, ma come artista indipendente

#### Progetti
Nel giugno 2015, viene presentato nel corso di un evento privato il "Project Polunin": 
"In associazione con il teatro Sandler's Well di Londra, è stato lanciato il "Project Polunin" che coinvolge alcuni dei migliori ballerini del mondo. La missione è quella di creare nuove opere per il balletto tramite la collaborazione dei danzatori con artisti contemporanei, musicisti e coreografi per lavori destinati al palco ed al cinema. L'intenzione è quella di ideare opere che attireranno ed ispireranno una nuova generazione di danzatori e spettatori."
Una maggior apertura del mondo del balletto è un argomento da sempre molto caro a Polunin insieme all'importanza della formazione dei giovani e dei sistemi di sostegno economico per chi non dispone di mezzi sufficienti a coltivare il proprio talento, come dichiara lui stesso in un'intervista parlando di ciò che vorrebbe dal futuro: "Una fondazione a mio nome che sostenga i ragazzi negli studi di danza, come capitò a me: tredicenne, arrivai a Londra aiutato dalla Rudolf Nureyev Foundation."
Polunin è ambasciatore dell'associazione "Hear the World", per la quale ha tenuto un laboratorio di danza con i ragazzi non-udenti del gruppo di ballo "Angely Nadeždy" a Mosca e collabora con associazioni come "A Gift of Life", impegnata nel fornire cure e assistenza a bambini malati di cancro.

#### Balletto e danza
Il repertorio di Sergej Polunin è vasto ed eterogeneo, comprendendo ruoli più prettamente classici, quali ad esempio il principe Siegfried ne Il lago dei cigni, il principe Schiaccianoci ne Lo schiaccianoci, Albrecht in Giselle, ma anche personaggi di rappresentazioni più recenti, come il Principe Rudolf in Mayerling o di nuova creazione, come il Cavaliere di cuori in Alice's Adventures in Wonderland di Christopher Wheeldon, ruolo che ha interpretato per primo. L'artista ha affermato di prediligere ruoli tragici e di apprezzare anche la danza contemporanea: 
"Da quando ho incontrato Russell Maliphant, il coreografo di Sylvie Guillem, mi entusiasma anche la danza contemporanea, lontana da quella serie di atteggiamenti insulsi imposti senza spiegazione all’accademia. Ho bisogno di tirare fuori quello che ho dentro e per farlo non devo avere troppe costrizioni"
Nel 2014 acquista nuova fama internazionale anche tra i non frequentatori del mondo del balletto, quando, diretto dal regista e fotografo David LaChapelle, danza una coreografia del collega ed amico Jade Hale-Christofi sulle note del brano Take Me to Church di Hozier;
il video diventa virale in brevissimo tempo, arrivando a superare i quattordici milioni di visualizzazioni.
LaChapelle ha inserito il video-clip tra le opere della sua mostra "After the Deluge" inaugurata al Palazzo delle Esposizioni di Roma ad aprile 2015.
Nel marzo 2015 Polunin partecipa all'Ellen DeGeneres Show esibendosi in una versione breve della coreografia del video di LaChapelle in studio. La puntata viene trasmessa il 4 giugno 2015 The Observer lo definisce "Senza dubbio, il ballerino più naturalmente dotato di questa generazione". Il New York Times lo descrive come "Un ballerino favoloso, con una tecnica d'acciaio e una meravigliosa linea" mentre il Telegraph "Il James Dean del balletto mondiale". Polunin ha inoltre vinto numerosi premi nella sua carriera, tra cui il Prix de Lausanne e lo Youth America Grand Prix.
Nel gennaio 2019, Polunin era stato invitato allo spettacolo del Balletto dell'Opéra di Parigi's Il lago dei cigni. Il Balletto cancellò l'invito 48 ore dopo dopo essere stato informato dei suoi recenti post omofobici e sessisti su Instagram che avevano scatenato proteste internazionali, comprese quelle dei danzatori dello stesso Balletto.
In seguito al suo forte sostegno alla politica di Vladimir Putin, arrivata fino a farsi tatuare sul petto la sua immagine, il Teatro degli Arcimboldi ha cancellato, in seguito a mail ricevute e a una petizione lanciata su Change.org che ha raggiunto in pochi giorni quasi 14.000 firme, il suo spettacolo del 28-29 gennaio 2023.

#### Moda
Nella sua carriera di modello, Polunin vanta numerose esperienze e collaborazioni con fotografi quali Gus Van Sant, Mario Sorrenti, Jacob Sutton, apparendo in riviste come Vogue, Vogue Italia, Vogue Russia, GQ, Style, Esquire, Man About Town, combinando danza e moda in servizi fotografici ma anche in cortometraggi e performance dal vivo:
È del 2012 la collaborazione con Bruce Weber nel cortometraggio "Can I Make the Music Fly?" realizzato per Dior mentre nel 2014 è protagonista del cortometraggio "A Gardener is someone who practice gardening",  regia di Andy Isakin per la rivista Esquire Russia e nel 2016 del video "Sergei" di Raf Stahelin.
A gennaio 2016, per la Milan Fashion Week, apre la sfilata uomo di Ports 1961, danzando dal vivo in passerella.
Sempre nel 2016, Polunin è stato testimonial per Pal Zilieri, ed è apparso nella campagna autunno inverno di H&M..
Nel 2017 è apparso nel video a tema pacifista "Make Love not Wall", regia di David LaChapelle
per il marchio Diesel
"La danza può unire paesi. È un linguaggio che chiunque comprende" Nel 2019 appare nel prestigioso Calendario Pirelli.

#### Cinema
Pur portando avanti la sua carriera di ballerino classico e i suoi progetti nel mondo della danza, Polunin si dedica anche al cinema, sua grande passione fin dall'infanzia, studiando recitazione e preparandosi con la voice-coach Joan Washington.
Nel 2007 interpreta il giovane Rudol'f Nureev nelle scene di danza del documentario a cura della BBC "Rudolf Nureyev: from Russia with love"
Nel 2013 è protagonista del cortometraggio/documentario "The Fragile Balance", di James Goulding, "un intimo ritratto del giovane Sergej Polunin, una delle più elusive ma anche venerate figure nella storia del balletto russo. Polunin parla apertamente e onestamente con Goulding, smontando alcune delle più sensazionalistiche fantasie che la stampa internazionale ha creato intorno alla sua persona"

Nel settembre 2016 esce negli Stati Uniti il documentario Dancer, sulla vita e la carriera di Sergej Polunin, diretto dal regista Steven Cantor, presentato dalla produttrice Gabrielle Tana, come un "coinvolgente ritratto personale della controversa super star del balletto Sergej Polunin" ma anche, nelle intenzioni del protagonista, uno sguardo diverso sul mondo della danza
Il 2017 vede l'ingresso di Polunin nel cinema delle grandi produzioni.
Recita nel film Red Sparrow, diretto da Francis Lawrence, dichiarandosi entusiasta di questa esperienza e in generale della carriera cinematografica. L'opportunità di continuare su questa strada gli viene offerta nello stesso anno, quando Kenneth Branagh gli conferisce il ruolo del conte Andrenyi nel suo Assassinio sull'Orient-Express, mentre la Disney lo ingaggia in Lo schiaccianoci e i quattro regni.
Viene inoltre scritturato nel cast di The White Crow per la regia di Ralph Fiennes

## Vita privata
Polunin ha una relazione con la campionessa olimpica di danza sul ghiaccio Elena Il'inych. La coppia ha un figlio, nato il 16 gennaio 2020, al quale hanno dato il nome Mir (Mир) parola russa per "pace".

## Repertorio
- Albrecht, Giselle, musica di Adolphe Adam
- Ali, Le Corsaire, musica di A. Adam, coreografia di Marius Petipa, P. Gusev, rielaborata da Chomjakov e Zelenskij
- Aminta, Sylvia, coreografia di Sir Frederick Ashton
- Akteon. Diana e Akteon di Agrippina Vaganova
- Armand, Marguerite e Armand, coreografia di Sir Frederick Ashton
- Ballo della regina, coreografia di George Balanchine, musica di Giuseppe Verdi
- Basilio, Don Chisciotte, musica di Ludwig Minkus, coreografia di Aleksandr Gorskij, rielaborata da M. Chichinadze
- Benvolio, Romeo e Giulietta, coreografia di Kenneth MacMillan, musica di Sergej Prokof'ev
- Des Grieux, Manon (L'histoire de Manon), coreografia di Kenneth MacMillan
- Electric Counterpoint, protagonista, coreografia di Christopher Wheeldon, musica di J.S. Bach
- Fauno, L'Après-midi d'un Faun”, coreografia di Vaclav Nižinskij
- Frantz, Coppélia, coreografia di Roland Petit
- Knave of Heart, Alice nel paese delle meraviglie, coreografia di Christopher Wheeldon — (Primo a danzare questo ruolo)
- L'albero di Giuda, protagonista, coreografia di Kenneth MacMillan, musica di Brian Elias
- Lensky, Onegin, coreografia di John Cranko, musica di Pëtr Il'ič Čajkovskij
- Les Bourgeois, protagonista, coreografia di Ben Van Cauwenbergh
- Lucien d'Hervilly, Paquita grand pas - coreografia di Igor' Zelenskij e Jana Serebrjakova.
- Lupo, Pierino e il lupo, musica di Prokof'ev
- Narcissus, Narcissus di Kasjan Golejzovskij
- Other dances, protagonista, coreografia di Jerome Robbins, musica di Fryderyk Chopin
- Il Principe , Cenerentola, musica di Prokof'ev
- Principe Désiré, La bella addormentata, musica di Pëtr Il'ič Čajkovskij
- Principe Schiaccianoci, Lo Schiaccianoci, musica di Pëtr Il'ič Čajkovskij
- Principe Siegfried, Il lago dei cigni, musica di Pëtr Il'ič Čajkovskij
- Rhapsody, ruolo principale, coreografia di Sir Frederick Ashton
- Rudolf, Mayerling di Sir Kenneth MacMillan
- Scènes de ballet, protagonista, coreografia di Sir Frederick Ashton, musica di Igor' Stravinskij
- Sinfonia in Do, ruolo principale, coreografia di George Balanchine, musica di Georges Bizet
- Slave Master, (Hannibal) e Shepherd (Il Muto). Il Fantasma dell'Opera di Andrew Lloyd Webber
- Solor, La Bayadère, musica di Ludwig Minkus e coreografia di Natalija Makarova
- Spartacus, Spartacus di J. Grigorovič e A. Chačaturjan
- Tema e Variazione, protagonista, coreografia di G. Balanchine, musica di Pëtr Il'ič Čajkovskij
- Voluntaries, coreografia di Glen Tetley, musica di Francis Poulenc
- Winter Dreams, coreografia di Kenneth MacMillan, musica di Pëtr Il'ič Čajkovskij
- 100 Celsius coreografia di Emil Faski

## Premi e riconoscimenti
- 2002 Premio "Serge Lifar" al Concorso Internazionale di Balletto
- 2006 Medaglia d'oro e premio della giuria al Prix de Lausanne (2006)
- 2006 Vincitore dello "Youth America Grand Prix"
- 2007 "Young British Dancer of the Year" nel Regno Unito
- 2010 "Critics'Circ le National Dance Award" del Russian Ballet magazine
- 2015 Ballerino dell'anno per la rivista "Il giornale della Danza"
- 2015 Ballerino dell'anno per la rivista "Danza & Danza"

## Filmografia parziale
- The Phantom of the Opera at the Royal Albert Hall, regia di Nick Morris (2011)
- Assassinio sull'Orient Express (Murder on the Orient Express), regia di Kenneth Branagh (2017)
- Red Sparrow, regia di Francis Lawrence (2018)
- Lo schiaccianoci e i quattro regni (The Nutcracker and the Four Realms), regia di Lasse Hallström e Joe Johnston (2018)
- Nureyev - The White Crow (The White Crow), regia di Ralph Fiennes (2018)
- L'amante russo (Passion simple), regia di Danielle Arbid (2020)

## Esibizioni
Qui di seguito viene riportato un elenco delle esibizioni di Polunin aggiornato al 2015.
2015
- Principe Schiaccianoci, Lo Schiaccianoci, musica di Pëtr Il'ič Čajkovskij (31 Dicembre 2015) NGATOiB (Teatro dell'Opera e del Balletto di Novosibirsk) Novosibirsk
- Albrecht, Giselle, musica di Adolphe Adam (26-27-28 Dicembre 2015) Megaron, Atene
- Principe Siegfried, Lago dei Cigni, musica di Pëtr Il'ič Čajkovskij (16-17 dicembre 2015) NGATOiB, Novosibirsk
- Principe Rudolf, Mayerling, coreografia di Kenneth MacMillan, musica di Franz Liszt (13 novembre 2015) Stanmus (Teatro Lirico Moscovita Stanislavskij e Nemirovič-Dančenko) Mosca
- Frantz, Coppélia, coreografia di Roland Petit (2 novembre 2015) Stanmus, Mosca
- Ruolo principale in Rhapsody, coreografia di Frederick Ashton, musica di Sergej Rachmaninov (1 novembre 2015) Stanmus, Mosca
- Ruolo principale in Rhapsody, coreografia di Frederick Ashton, musica di Sergej Rachmaninov; Armand, Marguerite e Armand, coreografia di Frederick Ashton (30 ottobre 2015) Stanmus, Mosca
- Other Dances, coreografia di Jerome Robbins, musica di Fryderyk Chopin (17 ottobre 2015) Stanmus, Mosca
- Albrecht, Giselle, musica di Adolphe Adam (11 ottobre 2015) Teatro Bol'šoj (Teatro Accademico Statale Bolshoi della Federazione Russia) Mosca
- Solor, La Bayadère musica di Ludwig Minkus e coreografia di Natalija Makarova (9 ottobre 2015) Stanmus, Mosca
- Principe Siegfried, Lago dei Cigni musica di Pëtr Il'ič Čajkovskij (18 settembre 2015) Stanmus, Mosca
- Albrecht, Giselle, musica di Adolphe Adam (1-2 agosto 2015) San Carlo, Napoli
- Albrecht, Giselle, musica di Adolphe Adam (24 luglio 2015) Stanmus, Mosca
- Principe Rudolf, Mayerling, coreografia di Kenneth MacMillan, musica di Franz Liszt (20 luglio 2015) Stanmus, Mosca
- Other Dances, coreografia di Jerome Robbins, musica di Fryderyk Chopin (10-11 luglio 2015) Stanmus, Mosca
- Albrecht, Giselle musica di Adolphe Adam (30 giugno 2015) Teatro Bol'šoj, Mosca.
- Frantz, Coppélia coreografia di Roland Petit (15 giugno 2015) Stanmus, Mosca
- Albrecht, Giselle musica di Adolphe Adam (5 giugno 2015) Stanmus, Mosca
- Albrecht, Giselle musica di Adolphe Adam (18 aprile 2015) Teatro San Carlo, Napoli
- Albrecht, Giselle musica di Adolphe Adam (10-11 aprile 2015) Teatro La Scala, Milano
- Principe Schiaccianoci, Schiaccianoci, variazione, per Gift of Life charity gala (13 gennaio 2015) Londra

2014
- Solor, La Bayadère (Atto 3) musica di Ludwig Minkus e coreografia di Natalija Makarova, Lucien d'Hervilly, Paquita Grand Pas, coreografia di Igor' Zelenskij e Jana Serebrjakova (22 dicembre 2014) Nuova Delhi (Tour del Teatro dell'Opera e del Balletto di Novosibirsk)
- Principe Schiaccianoci, Lo Schiaccianoci musica di Pëtr Il'ič Čajkovskij (27, 30 dicembre 2014) NGATOiB
- Solor, La Bayadère musica di Ludwig Minkus e coreografia di Natalija Makarova (19 dicembre 2014) Stanmus, Mosca.
- Principe Siegfried, Lago dei Cigni musica di Pëtr Il'ič Čajkovskij (12,14 dicembre 2014) Seul (Tour del Teatro dell'Opera e del Balletto di Novosibirsk)
- Ali, Le Corsaire musica di Adolphe Adam e coreografia di Marius Petipa e Pëtr Gusev Chomjakov e Zelenskij (8 dicembre 2014) Vladivostok, Russia (Tour del Teatro dell'Opera e del Balletto di Novosibirsk)
- Principe Rudolf, Mayerling coreografia di Kenneth MacMillan, musica di Franz Liszt (18 novembre 2014) Stanmus, Mosca
- Ali, Le Corsaire musica di Adolphe Adam coreografia di Marius Petipa e Pëtr Gusev Chomjakov e Zelenskij (1 novembre 2014) NGATOiB, Novosibirsk
- Principe Siegfried, Lago dei Cigni, musica di Pëtr Il'ič Čajkovskij (26 ottobre 2014) NGATOiB Novosibirsk
- Spartacus, Spartacus di J. Grigorovič e A. Chačaturjan (première – 17 ottobre 2014) NGATOiB, Novosibirsk
- Frantz, Coppélia coreografia di Roland Petit (22 giugno 2014) Stanmus, Mosca
- Albrecht, Giselle, musica di Adolphe Adam, Nureyev International Ballet Festival (13 giugno 2014) Stanmus, Mosca
- Principe Siegfried, Lago dei Cigni musica di Pëtr Il'ič Čajkovskij (28 maggio 2014) Stanmus, Mosca.
- Solor, La Bayadère musica di Ludwig Minkus, coreografia di Natalija Makarova (26 maggio 2014) Stanmus, Mosca.
- Albrecht, Giselle, musica di Adolphe Adam, Nureyev International Ballet Festival (16 maggio 2014) Kazan', Russia
- Solor, La Bayadere, Atto delle Ombre, musica di Ludwig Minkus, coreografia di Natalija Makarova per Soul of Dance Gala (30 aprile 2014) Mosca
- Albrecht, Giselle musica di Adolphe Adam (20 aprile 2014) Stanmus, Mosca
- Albrecht, Giselle musica di Adolphe Adam (15 aprile 2014) NGATOiB, Novosibirsk
- Ali, Le Corsaire musica di Adolphe Adam e coreografia si Marius Petipa, Pëtr Gusev Chomjakov e Zelenskij (12 aprile 2014) Teatro Mariinskij (Teatro accademico statale Mariinskij) San Pietroburgo.
- Principe Schiaccianoci, Schiaccianoci musica di Pëtr Il'ič Čajkovskij (8 aprile 2014) NGATOiB, Novosibirsk
- Lucien d'Hervilly, Paquita grand pas, coreografia di Igor' Zelenskij e Jana Serebrjakova (1 aprile 2014) Bolshoi Theatre, Mosca (Tour del Teatro dell'Opera e del Balletto di Novosibirsk)
- Principe Schiaccianoci, Schiaccianoci musica di Pëtr Il'ič Čajkovskij (21 marzo 2014) Stanmus, Mosca
- Solor, La Bayadère, musica di Ludwig Minkus e coreografia di Natalija Makarova (14 marzo 2014) Stanmus, Mosca
- Basilio, Don Chisciotte, passo a due per Russian ballet icons gala (9 marzo 2014) Londra
- Principe Rudolf, Mayerling coreografia di Kenneth MacMillan, musica di Franz Liszt (6 marzo 2014) Stanmus, Mosca
- Lucien d'Hervilly, Paquita grand pas, coreografia di Igor' Zelenskij e Jana Serebrjakova (22 febbraio 2014) Soči, Russia
- Basilio, Don Chisciotte musica di Ludwig Minkus, coreografia di Aleksandr Gorskij riadattato da M. Chichinadze (14 febbraio 2014) Stanmus, Mosca
- Principe Siegfried, Lago dei cigni, musica di Pëtr Il'ič Čajkovskij (8 febbraio 2014) Stanmus, Mosca
- Principe Schiaccianoci, Lo Schiaccianoci, musica di Pëtr Il'ič Čajkovskij (6 febbraio 2014) NGATOiB, Novosibirsk
- Principe Rudolf. Mayerling coreografia di Kenneth MacMillan, musica di Franz Liszt (30 gennaio 2014) Stanmus, Mosca
- Solor, La Bayadère, Les Bourgeois di Ben Van Cauwenbergh per Russian ballet gala (24 gennaio 2014) Pechino, Cina
- Frantz, Coppélia coreografia di Roland Petit (19 gennaio 2014) MAMT
- Les Bourgeois di Ben Van Cauwenbergh, gala (18 gennaio 2014) Teatro Mariinskij, San Pietroburgo
- Ali, Le Corsaire, musica di Adolphe Adam e coreografia si Marius Petipa, Pëtr Gusev Chomjakov e Zelenskij (17 gennaio 2014) NGATOiB, Novosibirsk
- La Bayadère musica di Ludwig Minkus, coreografia di Natalija Makarova (10 gennaio 2014) Stanmus, Mosca.
- Principe Schiaccianoci, Lo Schiaccianoci, musica di Pëtr Il'ič Čajkovskij (5 gennaio 2014) NGATOiB, Novosibirsk

2013
- Principe Schiaccianoci, Lo Schiaccianoci, musica di Pëtr Il'ič Čajkovskij  (25,27,29,31 dicembre 2013) NGATOiB, Novosibirsk
- Principe Siegfried, Lago dei Cigni, musica di Pëtr Il'ič Čajkovskij (16 dicembre 2013) Stanmus, Mosca
- Giselle musica di Adolphe Adam (9 dicembre 2013) Stanmus, Mosca
- Giselle, festival internazionale del balletto (30 novembre 2013) Saratov
- La Bayadère musica di Ludwig Minkus, coreografia di Natalija Makarova (28 Novembre 2013) Stanmus, Mosca
- Giselle musica di Adolphe Adam (17 novembre 2013) National Opera House, Kiev
- Albrecht. Giselle, passo a due,  Mikhailovsky grand prix (10 novembre 2013) San Pietroburgo.
- Lucien d'Hervilly, Paquita grand pas, coreografia di Igor' Zelenskij e Jana Serebrjakova (Debutto- 9 novembre 2013) NGATOiB, Novosibirsk
- Principe Rudolf, Mayerling coreografia di Kenneth MacMillan, musica di Franz Liszt (8 novembre 2013) Stanmus, Mosca
- Frantz, Coppélia, coreografia di Roland Petit (1 novembre 2013) Stanmus, Mosca
- Solor, La Bayadère, musica di Ludwig Minkus, coreografia di Natalija Makarova (18,21 Ottobre 2013) Stanmus, Mosca
- Performance in Style the Show (11 ottobre 2013) Mosca
- L'Après-midi d'un Faun”, coreografia di Vaclav Nižinskij, riadattata da Sergej Polunin Aleksej Ljubimov (8 ottobre 2013) Bohemian Tune concert, Mosca
- Ali, Le Corsair, passo a due, Gala evening, Teatro Carre Amsterdam (4 ottobre 2013)
- Principe Siegfried, Lago dei Cigni, musica di Pëtr Il'ič Čajkovskij (1 Ottobre 2013) MAMT
- Solor, La Bayadere, variazione. Sadler's Wells, YBSS Star-Studded Summer Gala, Londra (29 settembre 2013)
- Frantz, Coppelia, variazione; Diana e Acteon, passo a due, Gala de Ballet Buenos Aires 2013 (29,30 agosto 2013)
- Esibizione per serata di beneficenza L'Étincelle 2013 (18 agosto 2013) Monaco.
- Ali, Le Corsair passo a due; Les Bourgeois di Ben Van Cauwenbergh, Vail International Dance Festival (2,3 August 2013)
- Principe Rudolf. Mayerling coreografia di Kenneth MacMillan, musica di Franz Liszt (28 luglio 2013) Stanmus, Mosca.
- Coppélia, coreografia di Roland Petit (11-14 luglio 2013) Coliseum di Londra (Tour del balletto Stanislavskij)
- Basilio, Don Chisciotte, musica di Ludwig Minkus e coreografia di Aleksandr Gorskij riadattato da M. Chichinadze (1,5 luglio 2013) NGATOiB e MAMT
- Principe Siegfried, Lago dei Cigni, passo a due. Serata per il 110º anniversario del Romanov's historic ball. Teatro Hermitage, (28 giugno 2013) San Pietroburgo
- Principe Siegfried, Lago dei Cigni musica di Pëtr Il'ič Čajkovskij (20 giugno 2013) Stanmus, Mosca
- Basilio, Don Chisciotte, musica di Ludwig Minkus e coreografia di Aleksandr Gorskij riadattato da M. Chichinadze (14 giugno 2013) MAMT
- Principe Albrecht, Giselle musica di Adolphe Adam (10 giugno 2013) Teatro Bol'šoj, Mosca.
- Rudolf. Mayerling coreografia di Kenneth MacMillan, musica di Franz Liszt (4 giugno 2013) Stanmus, Mosca
- Les Bourgeois di Ben Van Cauwenbergh; Basilio, Don Chisciotte, passo a due, Young Ballet Soloists Gala (24,25 maggio 2013) Stanmus, Mosca
- Armand, piece da Marguerite e Armande in “Stars of Benois de la Danse” (22 maggio 2013) Teatro Bol'šoj, Mosca.
- Albrecht, Giselle, musica di Adolphe Adam (17 maggio 2013) NGATOiB, Novosibirsk
- Basilio, Don Chisciotte, passo a due, Alina Cojocaru Charity Gala (12 maggio 2013) Sadler's Wells, Londra
- Frantz, Coppélia, coreografia di Roland Petit (8 maggio 2013) Stanmus, Mosca
- Rudolf, Mayerling, coreografia di Kenneth MacMillan, musica di Franz Liszt (4 maggio 2013) Stanmus, Mosca
- Basilio, Don Chisciotte, musica di Ludwig Minkus, coreografia di Aleksandr Gorskij riadattato da M. Chichinadze (22 aprile 2013) Stanmus, Mosca
- Marguerite e Armand, coreografia di Frederick Ashton – Les Bourgeois di Ben Van Cauwenbergh (21 aprile 2013) Teatro Bol'šoj, Mosca
- Rudolf. Mayerling, coreografia di Kenneth MacMillan, musica di Franz Liszt (Debutto nel ruolo – 22 marzo 2013) Stanmus, Mosca
- Albrecht, Giselle, musica di Adolphe Adam (4 marzo 2013) Stanmus, Mosca
- Armand. Marguerite e Armand, coreografia di Frederick Ashton (12,15,21 febbraio 2013) ROH (Royal Opera House), Londra.
- Coppélia, coreografia di Roland Petit (25 gennaio 2013) Stanmus, Mosca
- Albrecht, Giselle musica di Adolphe Adam (20 gennaio 2013) NGATOiB, Novosibirsk
- Principe Schiaccianoci, Schiaccianoci, passo a due, Snow ballet evening (18 gennaio 2013) NGATOiB, Novosibirsk
- Principe Siegfried, Lago dei Cigni, musica di Pëtr Il'ič Čajkovskij (9 gennaio 2013) Stanmus, Mosca
- Principe Schiaccianoci, Schiaccianoci, musica di Pëtr Il'ič Čajkovskij (3 gennaio 2013) MAMT

2012
- Principe Schiaccianoci, Lo Schiaccianoci, musica di Pëtr Il'ič Čajkovskij (30 dicembre 2012) Stanmus, Mosca
- Basilio, Don Chisciotte, musica di Ludwig Minkus, coreografia di Aleksandr Gorskij, riadattato da M. Chichinadze (14 dicembre 2012) Stanmus, Mosca
- Principe Siegfried, Lago dei Cigni, musica di Pëtr Il'ič Čajkovskij (3 dicembre 2012) Stanmus, Mosca
- Le Corsaire musica di Adolphe Adam, coreografia di Marius Petipa, Pëtr Gusev Chomjakov e Zelenskij (Debutto nel ruolo – 30 novembre 2012) NGATOiB, Novosibirsk
- Frantz, Coppélia, coreografia di Roland Petit, 16 novembre 2012 MAMT
- Albrecht, Giselle musica di Adolphe Adam (5 novembre 2012) Stanmus, Mosca
- Basilio. Don Chisciotte, musica di Ludwig Minkus e coreografia di Aleksandr Gorskij (Debutto nel ruolo – 29 ottobre 2012) Stanmus, Mosca
- Solor, La Bayadère, musica di Ludwig Minkus, coreografia di Natalija Makarova (13 ottobre 2012) NGATOiB, Novosibirsk
- Frantz, Coppélia coreografia di Roland Petit (9 ottobre 2012) Stanmus, Mosca
- Ali, Le Corsaire passo a due, Gala “Ballet Stars of 21st century” (7 ottobre 2012) Palazzo del Cremlino, Mosca
- Performance varie per Russian project Big Ballet: ‘Narcissus’ di Kasjan Goleizovskij, Les Bourgeois di Ben Van Cauwenbergh, 100 Celsius di Emil Faski, Armand da Marguerite e Armand di Frederick Ashton, Frantz, da Coppélia di Roland Petit e Akteon, da Diana e Akteon di Agrippina Vaganova (ottobre-dicembre 2012) TV-channel Kultura
- Principe Siegfried, Lago dei Cigni musica di Pëtr Il'ič Čajkovskij (29 settembre 2012) Stanmus, Mosca.
- Coppélia coreografia di Roland Petit (Debutto nel ruolo – 8,27 luglio 2012) Stanmus, Mosca
- Fauno e James Dean. Men in Motion di Ivan Putrov (gennaio 2012) Londra.

ESIBIZIONI ROH
- Principe Schiaccianoci, Lo Schiaccianoci, musica di Pëtr Il'ič Čajkovskij (dicembre 2011/gennaio 2012) ROH
- Principe Désiré, La Bella Addormentata, musica di Pëtr Il'ič Čajkovskij (novembre/dicembre 2011) ROH
- Grieux, La storia di Manon, coreografia di Sir Kenneth MacMillan (ottobre/novembre 2011) ROH
- Armand, Marguerite e Armand, coreografia di Frederick Ashton (ottobre 2011) ROH
- Slave Master (Hannibal) and Shepherd (Il Muto) nel Fantasma dell'Opera di Andrew Lloyd Webber al Royal Albert Hall per la celebrazione di 25 anni (ottobre 2011) ROH
- Albrecht, Giselle, musica di Adolphe Adam, (luglio 2011) ROH
- Benvolio, Romeo e Giulietta, coreografia di Kenneth MacMillan, musica di Sergej Prokof'ev (giugno 2011) ROH
- Scènes de ballet, coreografia di Frederick Ashton, musica di Igor' Stravinskij (Maggio/Giugno 2011) ROH
- Voluntaries, coreografia di Glen Tetley, musica di Francis Poulenc (maggio/giugno 2011) ROH
- Ballo della regina, coreografia di George Balanchine, musica di Giuseppe Verdi (maggio 2011) ROH
- Principe, Cenerentola, musica di Sergej Prokof'ev (aprile/maggio 2011) ROH
- Ruolo principale in "Rhapsody" coreografia di Frederick Ashton (marzo 2011) ROH
- Knave of Hearts, Le Avventure di Alice nel Paese delle Meraviglie, coreografia di Christopher Wheeldon - Primo in questo ruolo (febbraio/marzo 2011) ROH
- Principe Siegfried, Lago dei cigni, musica di Pëtr Il'ič Čajkovskij (gen/feb/mar 2011) ROH
- Albrecht, Giselle, musica di Adolphe Adam (gennaio 2011) ROH
- Lupo, Pierino e il Lupo, musica di Sergej Prokof'ev (dicembre 2010) ROH
- Principe, Cenerentola, musica di Sergej Prokof'ev (Novembre/Dicembre 2010) ROH
- Aminta, Sylvia, coreografia di Frederick Ashton (novembre 2010) ROH
- Theme and Variations, coreografia di G. Balanchine, musica di Pëtr Il'ič Čajkovskij (ottobre 2010) ROH
- Winter Dreams, coreografia Kenneth MacMillan, musica di Pëtr Il'ič Čajkovskij (Ottobre 2010) ROH
- Onegin, coreografia di John Cranko, musica di Pëtr Il'ič Čajkovskij (ottobre 2010) ROH
- Sinfonia in Do, coreografia di G.Balanchine, musica di George Bizet (Maggio/Giugno 2010) ROH
- Principe, Cenerentola, musica di Sergej Prokof'ev (apr/mag/giu 2010) ROH
- Electric Counterpoint, coreografia di Christopher Wheeldon, musica di Johann S. Bach (maggio 2010) ROH
- L'albero di Giuda, coreografia di Kenneth MacMillan, musica di Brian Elias (marzo/aprile 2010) ROH
- Concerto (Marzo 2010) ROH
- Principe Désiré, La Bella Addormentata, musica di Pëtr Il'ič Čajkovskij (gennaio 2010, ROH)
- Benvolio, Romeo e Giulietta, coreografia di Kenneth MacMillan, musica di Sergej Prokof'ev. (Gen/Feb/Mar 2010) ROH
- Principe Schiaccianoci, Lo Schiaccianoci, musica di Pëtr Il'ič Čajkovskij (gennaio 2010) ROH.